# In eminenti apostolatus specula

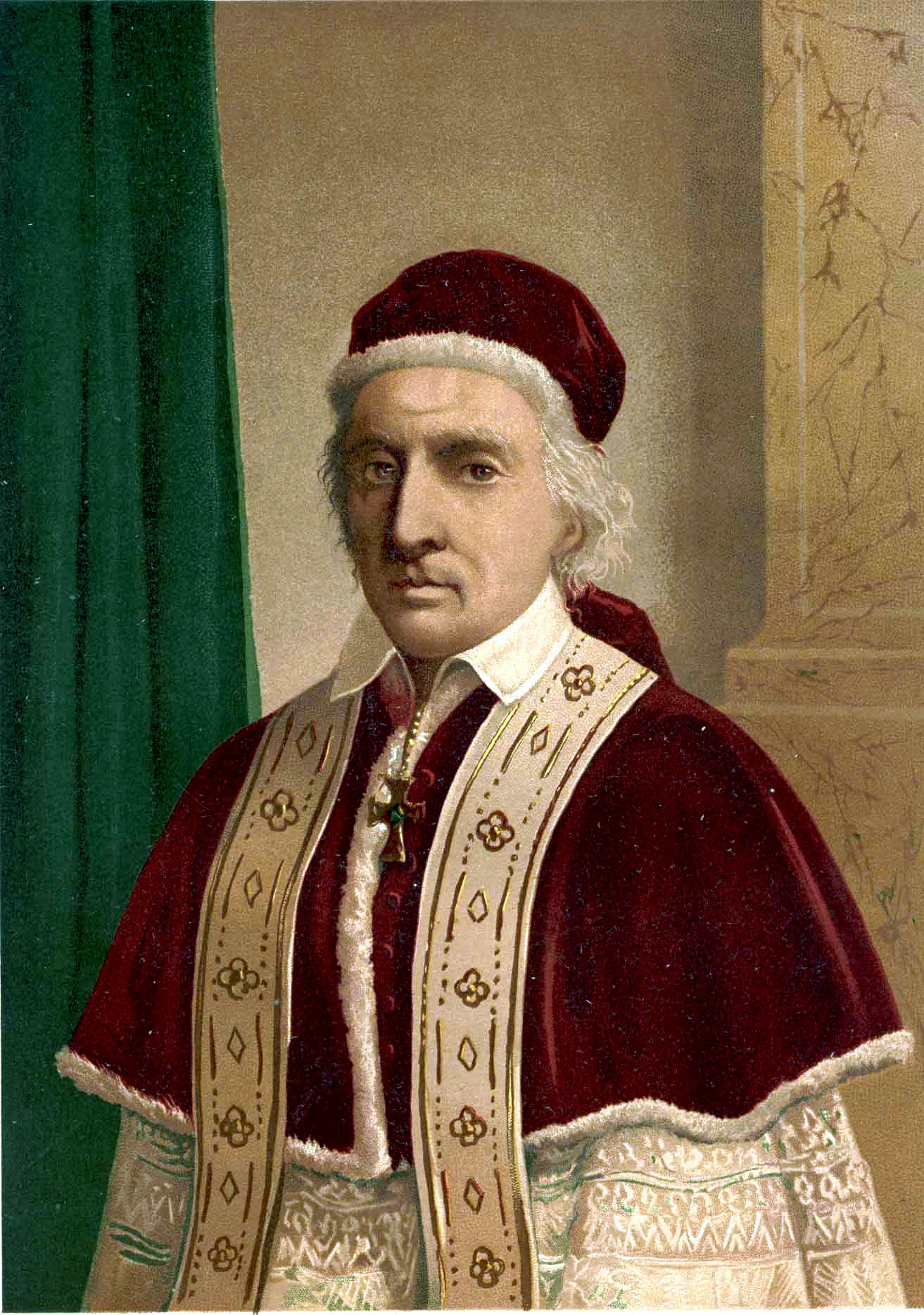
Clemente XII

In eminenti apostolatus specula es una bula papal emanada por Clemente XII el 28 de abril de 1738, que prohíbe a los católicos dar su nombre como miembros de asociaciones francmasónicas. Es el primer documento de un pontífice por el cual se condena a los francmasones a la pena de excomunión.
La bula tiene su origen en el aumento del número de miembros en asociaciones masónicas donde se defendían ideas que la Iglesia consideraba peligrosas. Una de las figuras que más recelo provocaba a la Curia en esos momentos era un anticuario prusiano, Philipp von Stosch (22 de marzo de 1691 – 7 de noviembre de 1757), considerado, para la época, un revolucionario que defendía ideas de libertad y que presumía de ser un "Liberi Muratori" (Free-Mason - Franco-Masón) y miembro de una Logia Masónica en Florencia. A esto se sumaba además que la membresía a las logias masónicas, «esparcidas a lo largo y ancho y cada día creciendo y fortaleciéndose», se encontraba abierta a todo hombre sin importar su religión o secta —con tal de pertenecer a alguna religión monoteísta—, y conllevaba la obligación de guardar sus secretos. Así, a los motivos meramente políticos o de seguridad del Estado se añadía otro de tipo religioso, pues por entonces las reuniones o el simple contacto entre católicos y protestantes estaban taxativamente prohibidos por la Santa Sede y castigados también con la excomunión. La lógica en el corazón de la bula se expresa como sigue:

Verum cum ea sit sceleris natura, ut se ipsum prodat et clamorem edat sui indicem, hinc societates seu conventicula praedicta vehementem adeo fidelium suspicionem ingesserunt, ut iisdem aggregationibus nomen dare apud prudentes et probos idem omnino sit ac pravitatis et perversionis notam incurrere; nisi enim male agerent, tanto nequaquam odio lucem haberent.
Mas como la naturaleza del crimen es tal que pone sobre aviso y produce un clamor que lo traiciona, por este motivo, las sociedades o conventículos mencionados han inspirado en los corazones de los fieles una desconfianza tan fuerte que el adherir a tales asociaciones, por parte de personas prudentes y honestas, se considera como echarse encima una fama de maldad y perversión. De hecho, si no estuvieran actuando mal, no tendrían un odio tan grande por la luz.
DZ 2511

La bula señala a continuación que el rumor cada vez había causado a varios gobiernos, considerar como una amenaza para su propia seguridad a dichas asociaciones y que deberían «ser eliminados con prudencia». Un peligro expreso serían las normas privativas de sus miembros, en las cuales «no son reprensibles por sanciones civiles o canónicas».
Como resultado, toda participación católica en la masonería fue prohibida, y los obispos debían proceder en su contra «así como inquisidores de la herejía ... un llamamiento a ser ayuda del brazo secular», ya que estaba bajo sospecha de herejía, en parte debido a su carácter secreto ya conocido.
Esta disposición fue confirmada en 1751 por Benedicto XIV con la bula Providas romanorum, que se basaba en las disposiciones del derecho romano contra los collegia illicita (también en virtud del carácter secreto de dichas asociaciones) y en una carta que Plinio el Joven escribió en el siglo II para defender las leyes romanas contra los cristianos (los masones eran acusados, paradójicamente, del mismo delito que los paganos imputaron antiguamente a los primeros cristianos, hecho criticado ya en 1782 por el exjesuita Karl Michaeler). Más de un siglo después, el 20 de abril de 1884, el papa León XIII volvió a ponerse en contra de la francmasonería al emitir la encíclica Humanum genus.